# Chiesa di Santa Maria Maddalena (Longare)
La chiesa di Santa Maria Maddalena è la parrocchiale di Longare, in provincia e diocesi di Vicenza; fa parte del vicariato di Noventa Vicentina-Riviera Berica.

## Storia
La primitiva chiesa di Longare, dedicata a san Vito, venne edificata sulla riva sinistra del Bacchiglione da alcuni monaci benedettini.
Sulla riva opposta sorse nel 1303 una seconda chiesa, intitolata a santa Maria Maddalena; originariamente filiale di San Vito, questa in seguito fu elevata al rango di parrocchiale.
La prima pietra della nuova parrocchiale, voluta da don Andrea Lazzarini, venne posta nel 1796; l'edificio, disegnato da Ottone Calderari, fu portato a termine nel 1804 e consacrato il 4 novembre 1837.
La struttura venne sottoposta a un generale intervento di restauro nel 1883; una nuova ristrutturazione, in occasione della quale fu edificata la sagrestia, venne intrapresa tra il 1928 e il 1934 in seguito al crollo di una parte del soffitto.
La chiesa riportò dei danni durante l'evento sismico del 1976 e pertanto dovette venir restaurata tra il 1977 e il 1979.

## Descrizione

### Esterno
La facciata della chiesa, a capanna, è tripartita da due semicolonne corinzie e da altrettante lesene, poggianti su un alto basamento; al centro è posto il portale d'ingresso sovrastato da un frontone circolare, mentre ai lati si aprono due nicchie ad arco a tutto sesto, contenenti statue. A coronamento si eleva sulla trabeazione il timpano triangolare con cornice dentellata, sormontato da tre statue.
Accanto alla parrocchiale sorge il campanile in pietra, la cui cella presenta delle monofore a tutto sesto affiancate da piccole lesene; come coronamento vi è una cupola poggiante sul tamburo poligonale. 

### Interno
L'interno dell'edificio si compone di un'unica navata coperta da una volta a botte, sulla quale si affacciano due cappelle laterali e le cui pareti sono abbellite da lesene d'ordine corinzio, da cornici e da festoni in stucco; il pavimento è costituito da lastre in marmi policromi.